# 摩押人
摩押 （Moab；מוֹאָב "Seed of father/leader", Standard Hebrew Moʾav, Tiberian Hebrew Môʾāḇ），是中東一個古老民族的名稱。他們本來居住在今日約旦的死海東岸的山區。根據中東的傳統，每一個民族都有一位同名的祖先。而摩押人的祖先摩押，根據《聖經·創世記 19章37節》所記載，是亚伯拉罕的侄子羅得與兩個女兒在逃離罪惡之城所多瑪之後，與自己的長女所生下的兒子。

## 简单介绍
摩押人居住在今日死海東岸的約旦境内，是一個多山的狹長地帶。古時的摩押人經常與他們的鄰居以色列人有摩擦，這些事件在《舊約聖經》都有反映出來。不過，曾經有一段時間，兩個民族的通婚很常見，而這事件亦在《舊約聖經·路得記》反映出來。以色列著名的君主大衛王的血脈，亦可以上溯至這一位摩押族女子路得。路得记中，波阿斯娶摩押女子路得，生俄备得，俄备得生耶西，耶西生大卫，大卫即大卫王。
過去歷史學家都認為摩押人只是在聖經才出現。但隨著近年考古學的發現，例如：米沙王石碑，描述了摩押人对以色列王暗利的一个不知名的儿子的胜利。（参见《旧约圣经·列王纪下》3：4“摩押王米沙”，即英文版“King Mesha of Moab”。）證實了他們的存在。
以色列人与摩押人的矛盾冲突在旧约圣经中有所体现。旧约圣经描绘了摩押人起源于乱伦。在这个起源故事裏，摩押是亚伯拉罕的內甥罗得与自己的长女乱伦所生的儿子。他的女儿是为了在所多玛毁灭后留下他父亲的后裔而这样做的。创世记接下来从语源学角度解释摩押：“摩押”的意思就是“父亲的后裔”。
接下来是旧约圣经中有关摩押人内容的概要。

## 地域

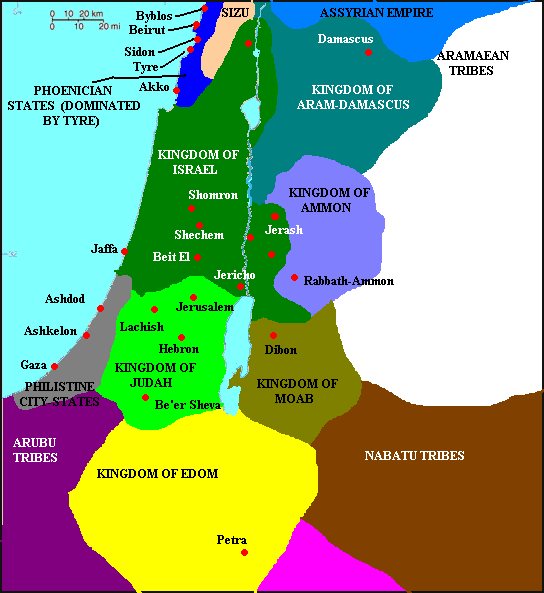
约公元前830年黎凡特地区示意图。摩押（MOAB）标为土黄色。首都底本（Dibon）。亚嫩河大致为其北界。

在遭受亚摩利人的入侵以前，摩押人极盛时期占有的地域按照地理可以清晰地分成三个独立的部分。
- 第一部分：被亚嫩河环绕的死海以东亚嫩河以南的土地。（路得记1：1、2、6 “field of Moab”。NRSV版Ruth 1：1 "the country of Moab"。中文《新标点和合本》路得记1：1“摩押地”。这片领土摩押人始终保有。）
- 第二部分：死海以及约旦河以东，亚嫩河以北的更为开阔的丘陵地带，隔约旦河与耶利哥相望。向北一直到基列山。在基列山，摩押人驱逐了原来的居民以米人（申命记2：11）。但是后来摩押人被越过约旦河的尚武的亚摩利人向南驱赶。于是摩押人被局限在亚嫩河以南的土地上，亚嫩河成为了他们的北界（民数记21：13和士师记11：18）。后来占据此地的亚摩利人被出埃及的以色列人消灭。以色列人在此渡过约旦河，入侵迦南地。但是以色列人习惯性地将这片土地称为“摩押地”、“摩押平原”。以色列的先祖摩西死于“摩押地”，指的就是这里。（民数记22：1“以色列人起行，在摩押平原、约旦河东，对着耶利哥安营”。申命记1：5“摩西在约旦河东的摩押地讲律法说”。）
- 第三部分：约旦河深陷的河谷地带。（民数记21：20“摩押地的谷”。）

## 历史
以色列人在前往“上帝应许之地”迦南地的途中，绕过摩押人的领土（前述的摩押极盛时占有地域的第一部分）（参见士师记11：18）。因为这时上帝“不容以色列人侵犯亚扪人、摩押人和西珥山人”（参见历代志下20：10）。“西珥山人”即以东人（参见创世记36：8）。值得注意的是，这三个民族据创世记，都是以色列人的亲族。也许是由于有一定的亲缘关系，以色列人并没有把他们列为应当征服和消灭的迦南人。以色列人征服了新近夺自摩押人的亚摩利人占据的土地（见前述的摩押极盛时占有地域的第二部分），作为渡过约旦河进入迦南地的通道。以色列人在迦南地定居后。以色列人和摩押人时而处于战争时而和平共处，是一种复杂的关系。至少有一次，摩押人联合他们的亲族亚扪人（亚扪人的始祖是罗得与其次女乱伦生下的儿子），与以色列便雅悯支派打了一场残酷的战争。（参见士师记3:12-30）
另一方面，路得记的故事证实了摩押和伯利恒之间的友善交流。 伯利恒是犹大支派的城镇。
可以说，作为路得的后裔，大卫王体内流着摩押人的血。大卫逃离扫罗后，亲手将父母托付摩押王保护（参见《撒母耳记上》 22：3，4）。然而双方亲密的关系至此为止。接下来我们看到摩押出现在对大卫王武功的描述中。大卫王的征伐迫使摩押向以色列进贡（参见撒母耳记下8：2 ，历代志上18：2）。此时的摩押人可能接受以色列人总督的统治。以色列联合王国分裂为北国以色列和南国犹大后，摩押臣服于北国以色列。
北国以色列的国王亚哈死后，摩押人拒绝进贡并恢复自己的独立地位，并且兴起了反对南国犹大的战争。（参见历代志下20：1）。

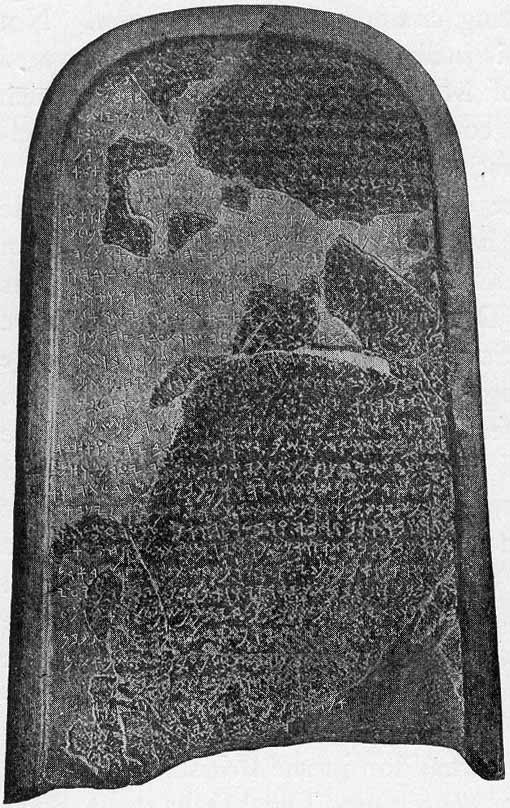
米沙王石碑在大约1891年时的照片。石碑铭文描述了摩押王米沙对北国以色列的战争。

结果，以色列王犹大王以东王三王联合进攻摩押。摩押人溃败回自己的领土。三王的军队追击摩押人进入其境内，“拆毁摩押的城邑。各人抛石填满一切美田，塞住一切水泉，砍伐各种佳树，……”（参见《列王纪下》3：25）。
最后，摩押王米沙在其首都闭门坚守，在数千人的关注下在城墙上杀死并用火烤他的儿子，作为献给摩押人的神的牺牲。三王最终撤军回国。
(近代出土的米沙王石碑铭文记载的内文却是摩押王米沙取得大胜，收复所有以色列人侵占的领土。然未定此差异原因，可能是源自政治造成。如谨记载当中获胜的部分而掩盖战败的部分，此手法于当代巴比伦的纪事手法中也曾出现。)
这场洗斯坡战役是旧约圣经提到摩押人的最后一个重要事件。先知以利沙去世的那年，摩押人入侵以色列（列王纪下13：20）。后来摩押人协助新巴比伦的尼布甲尼撒二世进攻犹大王约雅敬（列王纪下24：2）。
亚述帝国城市尼姆鲁德的提格拉特帕拉萨三世时代的陶器铭文记载了摩押王Salmanu（也许是何西阿书10：14提到的拆毁伯亚比勒的沙勒幔）向亚述进贡。亚述王萨尔贡二世在一件陶柱的铭文上提到了一次反抗他的叛乱，参加的有摩押、非利士、犹大和以东。Taylor柱上叙述了萨尔贡二世进攻犹大王希西家时，摩押王Kammusu-Nadbi (Chemosh-nadab)带来贡品并尊其为宗主。亚述宫廷提及另一个摩押王Musuri时，把他作为臣服亚述王阿萨尔哈东和亚述巴尼拔的诸侯之一。摩押王Kaasḥalta在亚述巴尼拔的圆柱B中提及。
现存的历史资料中，摩押在波斯帝国时代消失了。摩押人的领土随后被一波波来自北阿拉伯的部落占据。这些部落包括Kedarite人以及后来的那巴提安人。在《尼希米记》4：7，阿拉伯人取代摩押人成为亚扪人的盟友。但是摩押人的领土还是被称为“摩押地”。千余年之后，当十字军占领此地，他们为了防御耶路撒冷王国东部而建造的城堡叫做Krak des Moabites。

## 经济
摩押的领土是很多自然资源的产地。包括来自死海地区的石灰石、食盐和香液。摩押人占有王道（King's Highway）的极其重要的一段。王道是古代连接埃及和两河流域、叙利亚和安纳托利亚的商队路线。摩押人和以东人亚扪人一样，从这条商路上的贸易活动上获得了可观的收益。

## 信仰
提到摩押人信仰的资料很稀少。如同其他的早期塞姆语族（闪米特语族）一样，绝大部分的摩押人是多神教信徒。他们劝诱以色列人加入他们的献祭（民数记25：2；士师记10：6）。摩押人的主神是基抹（耶利米书48：46），所以有时以色列人提起他们还文绉绉地说“基抹的民”。有多次尤其是在极端危险的时刻，摩押会向他们的神献人祭。如前述的米沙王所做的。
然而“所罗门为摩押可憎的神基抹和亚扪人可憎的神摩洛，在耶路撒冷对面的山上建筑邱坛”（列王纪上11：7）。直到犹大王约西亚将其摧毁（列王纪下23：13）。摩押人的石碑提到了基抹所对应的女神“阿施塔-基抹”，以及Nebo神，可能是巴比伦著名的Nabu神。巴力毗珥神或毗珥神的祭祀仪式是以性仪式为特点的，虽然这可能被人夸张了。

## 犹太教律法与摩押人有关的规定
因为摩押人在以色列人入侵迦南的时候，不给予方便并且雇巴蘭咒诅他们。因此“亚扪人或是摩押人不可入耶和华的会；他们的子孙虽过十代，也永不可入耶和华的会”（申命记23：3）。然而这条律法在巴比伦之囚时代被违犯了。以斯拉和尼希米试图强使这条排斥的古代律法重新生效（以斯拉记9：1-2，12；尼希米记13：23-25）。所罗门王的后宫中有摩押女子（列王纪上11：1）鼓励了离散时代犹太人的作为。
另一方面，在路得记的故事里。犹大支派伯利恒的以法他人玛伦和基连分别娶摩押女子俄珥巴和路得为妻子。路得的丈夫死后，她嫁给了波阿斯。波阿斯就是大卫王的曾祖父。路得记提到这一点时，并没有责备的意思。这个事实显示了这条律法在这相对比较早的时代是失效的，成为一种僧侣式的约束。传统说法认为，从语意上说，这条律法使用于摩押和亚扪的男人（希伯来文，如同所有的闪语族的语言，是分性的）。不过这个传统说法直接与以斯拉对这条律法的执行矛盾。以斯拉整理了旧约，应该比今人更理解真正的传统。

## 摩押君主列表
汉译名暂以圣经《新标点和合本》为准。
| Moab摩押                  | 公元前18世紀              |
| Saraph萨拉                | 公元前15世紀              |
| Sheth                     | 公元前14世紀末期          |
| Zippor西拨                | 約公元前1300年            |
| Balak巴勒                 | 約公元前1280年            |
| Eglon the Corpulent伊矶伦 | 約公元前1150年            |
| Pahath-Moab the Shilonite | 公元前10世纪中期          |
| Chemosh-Gyt               | 约公元前900年–公元前870年 |
| Mesha the Great米沙       | 约公元前870年–公元前840年 |
| Salamanu                  | 公元前9世纪末期           |
| Chemosh-Nadab I           | 约公元前800年             |
| Chemosh-Nadab II          | 约公元前735年             |
| Chemosh-Nadab III         | 公元前8世纪末期           |
| Musuri                    | 约公元前700年             |
| Kamalshaltu               | 约公元前668年–公元前633年 |
| Chemosh-Haleth            | 约公元前590年代           |

## 外部連結
- The public domain Smith's Bible Dictionary, found here （页面存档备份，存于）
- 參考1
- 參考2